# Jomo Cosmos Football Club
El Jomo Cosmos Football Club és un club de futbol sud-africà de la ciutat de Johannesburg.

## Història
El club va ser fundat el 29 de gener de 1983 quan la llegenda del futbol sud-africà Jomo "Black Prince" Sono comprà el club Highlands Park. El nom del club és una barreja del del seu propietari i del club de la NASL, New York Cosmos.

## Palmarès
- National Soccer League:[2]

1987
- Nedbank Cup:[3]

1990
- Telkom Knockout:[3]

2002, 2003, 2005
- Segona Divisió:

1994